# Кимеров, Александр Владимирович
Александр Владимирович Кимеров (род. 11 сентября 1996 года) — российский волейболист, диагональный/центральный блокирующий ВК «Ярославич».

## Карьера
Александр Кимеров — воспитанник Центра образования «Олимп». С 2012 года выступал за «Динамо-Олимп» — фарм-команду столичного клуба в высшей лиге «Б» и Молодёжной лиге чемпионата России, а 4 октября 2014 года провёл первый матч за «Динамо» в Суперлиге.
В ноябре 2013 года Александр Кимеров в составе юниорской сборной России выиграл золотую медаль на чемпионате Восточно-Европейской зональной ассоциации в Кулдиге и был признан лучшим игроком российской команды. В сезоне 2015 года завоевал бронзовую медаль Европейских игр в Баку, стал победителем Универсиады в Кванджу и чемпионом мира в двух возрастных категориях. Если в клубе Кимеров выступал в амплуа центрального блокирующего, то тренеры сборных наигрывали его на позиции диагонального.
В ноябре 2015 года Александр Кимеров перешёл из московского «Динамо» в уфимский «Урал», с этого времени в основном играет в амплуа диагонального. В августе 2016 года пополнил состав краснодарского «Динамо», но в январе 2017 года в связи с финансовыми трудностями краснодарской команды покинул её и стал игроком новоуренгойского «Факела». Летом 2017 года вернулся в московское «Динамо». Сезон-2017/18 полностью пропустил из-за травмы, по его окончании вновь перешёл в «Факел».
3 июня 2017 года в Казани дебютировал в составе сборной России в матче Мировой лиги против Франции.
После нескольких сезонов, с 2018 по 2022 г.г. поочередно проведенных в «Факеле», итальянской «Вероне» и ВК «Магнитка-Университет», в 2022 году Александр Кимеров перешел в ярославский ВК «Ярославич».

### Скандал
22 июня 2020 года напал на человека на каршеринге. Кимеров взбесился из-за того, что машина перед ним двигалась не по центру полосы и не дала ему проехать на светофоре. За это диагональный новоуренгойского «Факела» начал преграждать путь своей иномаркой, требуя остановиться и поговорить.
В районе улицы Татьянин Парк вышел из машины, ногой сбил боковое и помял оппоненту дверь. Водитель каршеринга пытался вызвать полицию и был на связи с диспетчером, пока его преследовал Кимеров. В итоге ему удалось уехать, пострадавший направился в отдел и написал заявление о порче имущества.

## Дисквалификация
В 2023 году Международная федерация волейбола (FIVB) дисквалифицировало Кимерова на два года за нарушения антидопинговых правил. В пробах спортсмена обнаружены следы кленбутерола и дегидрохлорметилтестостерона. Расследование нарушения антидопинговых правил велось в рамках дела о базе данных Московской антидопинговой лаборатории (LIMS).

## Достижения

### Со сборными
- Победитель Всемирной Универсиады (2015).
- Бронзовый призёр Европейских игр (2015).
- Чемпион мира среди молодёжных команд (2015).
- Чемпион мира среди старших молодёжных команд (2015).
- Победитель чемпионата EEVZA среди юношей (2013).

### В клубной карьере
- Бронзовый призёр чемпионата России (2014/15, 2018/19).
- Чемпион Молодёжной лиги (2012/13), бронзовый призёр Молодёжной лиги (2014/15).
- Серебряный (2015) и бронзовый (2013) призёр Кубка Молодёжной лиги.
- Самый ценный игрок Кубка Молодёжной лиги (2015).
- Обладатель Кубка вызова (2016/17).
- Бронзовый призёр клубного чемпионата мира (2018).